# 川和美輝
川和 美輝（かわわ みき、1988年10月31日 - ）は、米国ロサンゼルスを拠点に活動しているモデル・女優。東京都出身。Coast to Coast Talent Group所属。SHEER TALENT MANAGEMENT所属。

## 来歴
高校を卒業した後に渡米し、米国ロサンゼルスのロサンゼルス・シティー・カレッジに入学した。その後、Coast to Coast Talent Groupに所属しロサンゼルスを拠点にモデル・女優としてタレント活動を行う。これまでにコカ・コーラ、ニンテンドー3DS、ロレアル/マトリックス、シティバンク銀行、などのワールドワイド・キャンペーン広告に起用される。2016年2月28日には、アメリカで俳優として活動し日本では映画『ムカデ人間』で脚光を浴びた北村昭博との結婚を発表した。2017年には、アメリカのNetflixドラマ『フラーハウス』のオーディションに合格し、ジョン・ステイモスと共演した。

## 人物
特技：クラリネット、篠笛 
趣味：映画鑑賞、絵を描くこと。

## 出演

### ドラマ
- フラーハウス・シーズン3（2017年12月22日、Netflix） - ジャパニーズ・フェアリー 役[7]

### CM
- コカ・コーラ（2011年/ワールドワイドキャンペーン）[8]。
- LGグループ（2011年/北米）
- メルク（2011年/ワールドワイドキャンペーン）
- フェアリードロップス（2011年/ワールドワイドキャンペーン）
- ニンテンドー3DS（2011年/ワールドワイドキャンペーン）
- フォナック（2011年/北米）
- ミツワマーケットプレイス（2012年/北米）
- シティバンク銀行（2012年/ワールドワイドキャンペーン）
- フルナーゼ（2014年/ワールドワイドキャンペーン）
- プリンセス・クルーズ（2014年/中国）
- シトロン（2014年/北米）
- 水芳園（2015年/北米）
- ベアーエクステンダー（2015年/北米）
- ロレアル／マトリックス（2015年/ワールドワイドキャンペーン）
- タケヤ（2016年/北米）
- ビーグレン（2016年/ワールドワイドキャンペーン）
- O.R.Gスキンケア（2017年/北米）
- Haewon Shin法律事務所（2017年/北米）
- ヒルトン・グランド・バケーションズ（2017年/ワールドワイドキャンペーン）
- マイダス・メディカル・グループ（2018年/北米）
- サンデー・ライリー（2018年/ワールドワイドキャンペーン）
- イーライリリー・アンド・カンパニー（2018年/ワールドワイドキャンペーン）
- クロックス（2019年/ワールドワイドキャンペーン）
- エス・エー・ピー（2019年/ワールドワイドキャンペーン）
- アイコス（2020年/日本）
- リバーサイド交通機関（2020年/北米）
- サービス・ナウ（2020年/ワールドワイドキャンペーン）

### 雑誌
- En Vie（2016年3月号）[9]。

### 映画
| 公開年 | 作品名      | 役名  | 備考 |
| ------ | ----------- | ----- | ---- |
| 2016年 | Karate Kill | Kerry |      |

### ミュージックビデオ
- ザ・フライデー・ナイト・ボーイズ「ステューピッド・ラブ・レター」（2010年/映画『みんな私に恋をする』主題歌）[11]。
- ムミー・トローリ「パイレーティド・コピーズ」（2014年）
- JY/星が降る前に Prod by 岩井俊二（2018年)
- バレンティナ・リコ「カルマ」（2018年）
- パーティー・フェイバー「ワーク・イット・アウト」（2019年）
- ジョー・ブランケンバーグ「スルー・ザ・スパイグラス」（2021年）